# José Rey-Alvite Feás
José Rey-Alvite Feás, también conocido como Pepe Alvite y José Rey Feás , y apodado  Yersaef y Xan da Ulla (Santiago de Compostela, 1919-ibídem, 14 de junio de 1991), fue un periodista español.

## Biografía
Hijo del periodista Jesús Rey Alvite y Concepción Feás Mourelle, y hermano del periodista Jesús Alvite, se casó con Leonor Martínez Vázquez, con quien tuvo tres hijos: Jesús (nacido en mayo de 1948 y fallecido el 12 de octubre de 1984), José Luis y Ángel Manuel. Colaboró en diversos medios de comunicación gallegos. Entre los medios impresos se encuentran El Pueblo Gallego, La Noche, La Voz de Galicia y El Correo Gallego, y en radio lo hizo en Radio Galicia de la Cadena SER con el apodo de Xan da Ulla. También trabajó en la delegación territorial de Televisión Española en Galicia. Una calle de Santiago de Compostela lleva el nombre de Hermanos Rey Alvite en su memoria y la de su hermano Jesús.